# 11545 Hashimoto
11545 Hashimoto è un asteroide della fascia principale. Scoperto nel 1992, presenta un'orbita caratterizzata da un semiasse maggiore pari a 2,3793159 UA e da un'eccentricità di 0,2395017, inclinata di 3,74435° rispetto all'eclittica.